# Щетинник великий
Щетинник великий, тордилій великий (Tordylium maximum) — вид рослин з родини окружкових (Apiaceae), поширений у Європі.

## Опис
Однорічна й дворічна рослина висотою 30–100 см. Рослина жорстко-шорстка. Стебла граниста-борознисті. Листки перисторозсічені, прикореневі листки з 2–4 парами сидячих тупо-зубчастих часток, стеблові листки сидячі на коротких щетинистих піхвах, з яйцевидно-ланцетними крупнопильчатими щетинисто-волосистими частками. Зонтики з 8–15 щетинистими променями; обгортка і обгорточки з численних лінійно-шилоподібний щетинистих листочків; крайові квітки в зонтиках збільшені. Плоди округло-еліптичні, шипуваті, з потовщеними краями. 

## Поширення
Поширений у Європі.
В Україні зростає на сухих пагорбах і схилах — у Закарпатті в передгірному поясі (місто Берегово, село Дубриничі), Одеській області (місто Рені), гірському Криму, зазвичай.